# Hyperlais intermedialis
Hyperlais intermedialis is een vlinder uit de familie van de grasmotten (Crambidae). De wetenschappelijke naam van de soort is voor het eerst gepubliceerd in 1915 door Pierre Chrétien.
De soort komt voor in Algerije.